# Amerikanischer Stinktierkohl
Der Amerikanische Stinktierkohl (Lysichiton americanus), auch Amerikanischer Riesenaronstab, Stinkender Willie, Gelbe Scheinkalla oder schlicht Stinkkohl genannt, ist eine Pflanzenart aus der Gattung Scheinkalla (Lysichiton) innerhalb der Familie der Aronstabgewächse (Araceae).

## Beschreibung

### Vegetative Merkmale
Der Amerikanische Stinktierkohl wächst als sommergrüne, ausdauernde krautige Pflanze. Sie bildet als Überdauerungsorgane ein vertikales Rhizom das Längen von 30 cm oder mehr und Durchmesser von 2,5 bis 5 Zentimetern erreicht. Die weißen Wurzeln sind kontraktil.
Die grundständigen, aufrechten, großen Laubblätter sind in Blattstiel und Blattspreite gegliedert. Der dicke Blattstiel weist eine Länge von 5 bis 40 cm auf. Die einfache, ledrige Blattspreite endet spitz bis stumpf, besitzt eine keilförmig bis fast gestutzte Basis und eine Länge von bis 70 Zentimetern. Der Mittelnerv geht in den Blattstiel über. Die Laubblätter entfalten sich erst nach der Blütezeit.

### Generative Merkmale

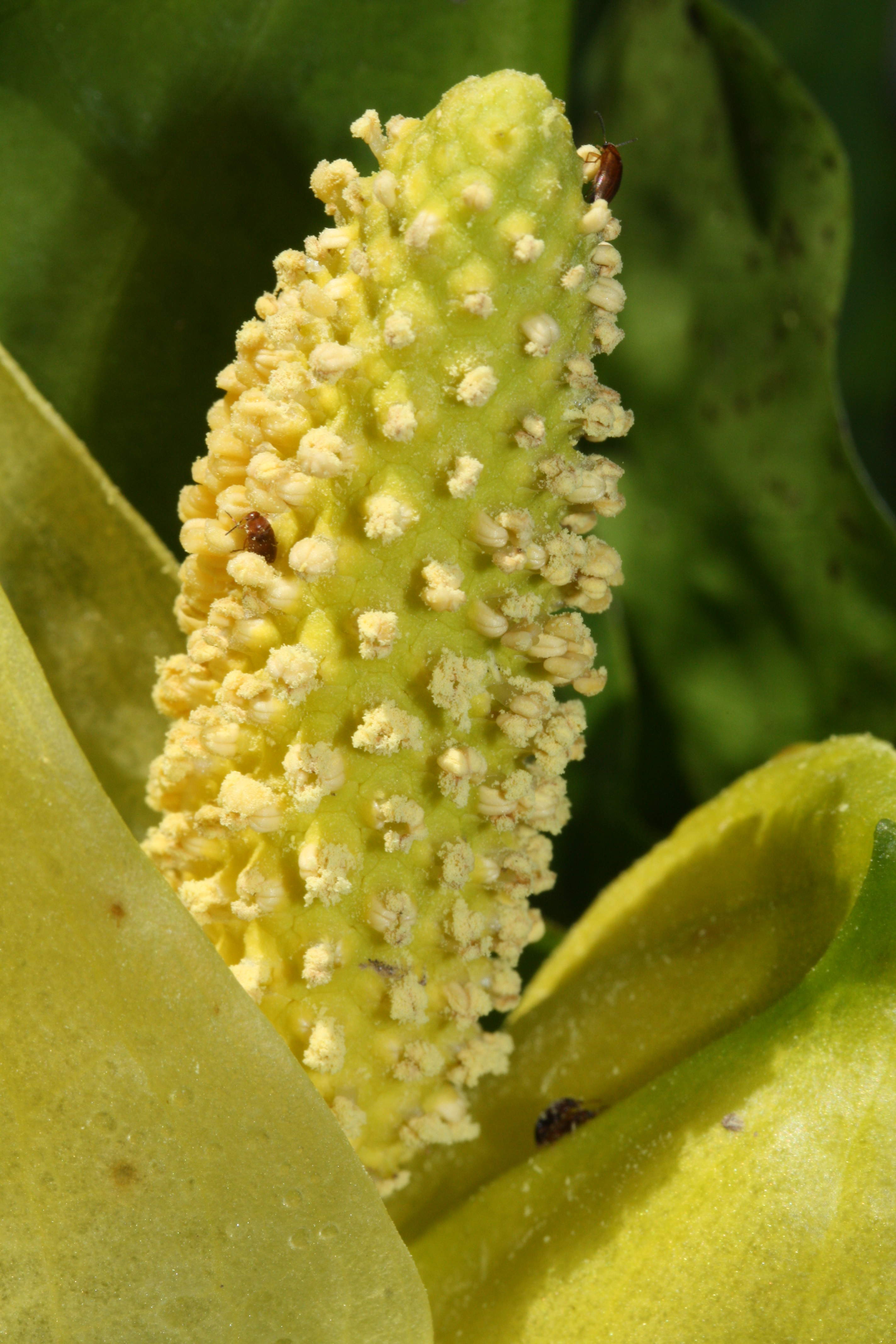
Kolben mit vielen Blüten

Die Blütezeit liegt im späten Winter bis Frühling. Der für Aronstabgewächse typische Blütenstand besitzt keinen Blütenstandsschaft. Blütenstände des Amerikanischen Stinktierkohl besitzen einen schlechten, indoloiden Geruch (daher die Trivialnamen), der selbst noch an altem Herbarmaterial wahrnehmbar ist; mit ihrem für den Menschen unangenehmen Geruch locken sie Insekten zur Bestäubung an. Der Blütenstand besteht aus der Spatha (einzelnes Hochblatt) und der Spadix (Kolben). Die kahnförmige, leuchtend gelb gefärbte Spatha umhüllt den Kolben anfangs vollkommen, der obere Bereich öffnet sich während der Blütezeit weit, nur der untere Bereich um den Kolbenstiel bleibt vollkommen geschlossen; sie welkt kurz nach dem Verblühen der Einzelblüten. Der 4 bis 12, selten bis zu 14 Zentimeter lange Kolben ist anfangs kürzer als die Spatha, da aber sein anfangs 8 später bis 25 cm langer Stiel bis zur Samenreife wächst steht der Kolben nach einer Weile über die Spatha hinaus. Ein Kolben enthält zahlreiche kleine Blüten. Die zwittrigen Blüten sind vierzählig. Es sind vier gelblich-grüne Blütenhüllblätter vorhanden. Es sind vier fertile Staubblätter vorhanden. Der ein- oder meist zweikammerige Fruchtknoten enthält je Kammer ein bis zwei Samenanlagen.
Die länglich-eiförmigen Fruchtstände weisen eine Länge von 4 bis 15 cm und einen Durchmesser von 1,5 bis 4 Zentimetern auf. Die Beeren enthalten jeweils ein bis vier Samen. So können an jedem Kolben etwa 300 bis 650 Samen entstehen. Die grau-braunen bis rot-braunen Samen sind (3 bis) meist 5 bis 11 Millimeter groß.
Die Chromosomenzahl beträgt 2n = 28.

## Vorkommen
Der Amerikanische Stinktierkohl ist ursprünglich auf dem nordamerikanischen Kontinent auf den Aleuten und in den kanadischen und US-amerikanischen Bundesstaaten von Alaska und British Columbia, über Idaho, Montana, Oregon, Washington bis Kalifornien heimisch. Er gedeiht in Sümpfen, feuchten Wäldern, entlang von Fließgewässern und anderen etwas feuchten Gebieten in Höhenlagen von 0 bis 1400 Metern.
Der Amerikanische Stinktierkohl ist eines der wenigen Aronstabgewächse (Araceae), die im Klima der gemäßigten Breiten vorkommen, und besiedelt insbesondere Sumpf- und Feuchtgebiete auf sauren Böden, wegen seiner Schattenverträglichkeit vorwiegend in Wäldern. Der Amerikanische Stinktierkohl ist in einigen Gebieten in Europa ein Neophyt, beispielsweise vereinzelt in der Schweiz und in Norwegen. In Schweden ist er häufiger und in Großbritannien und Irland regelmäßig verbreitet.
Der Amerikanische Stinktierkohl wurde in einigen Feuchtwäldern des Taunus nordwestlich von Frankfurt seit Ende der 1970er Jahre vom Menschen angesiedelt, hat sich dort etabliert und stark vermehrt. Inzwischen wurden einige weitere Fundpunkte z. B. im westlichen Ruhrgebiet, in Düsseldorf sowie an der Unterelbe im Bereich Stade gemeldet.

## Stinktierkohl als invasive Pflanze
Der Amerikanische Stinktierkohl verbreitet sich fast ausschließlich generativ, aber eine vegetative Vermehrung ist nicht ausgeschlossen, da diese Art sehr regenerationsfähig ist.
Die wegen ihrer Größe und des auffälligen Blütenstandes beeindruckende Art kann große Flächen dicht bedecken und andere seltene Arten der Feuchtwälder wie Torfmoose, Lebermoose oder – in geringerem Umfang – Orchideen verdrängen (Bioinvasion). Allerdings wächst sie recht langsam und kann bis zu 80 Jahre alt werden und eine Fernausbreitung wurde bisher nicht beobachtet (alle bekannten Vorkommen stammen von Ansalbungen oder aus Gärten), so dass der Amerikanische Stinktierkohl in der Gruppe der meist raschwüchsigen invasiven Neophyten eine Sonderrolle einnimmt.
Feuchtgebiete sind in Deutschland zumeist ökologisch besonders sensible Gebiete, oftmals sogar Naturschutzgebiete, sodass ein Herbizideinsatz weder sinnvoll noch rechtlich zulässig ist. Das vollständige Entfernen der Pflanzen mitsamt dem mächtigen Rhizom ist daher die wirksamste Methode. Vorbeugung, Information und das Melden von Vorkommen bei den Naturschutz- oder Forstbehörden tragen zur Vermeidung einer weiteren Ausbreitung bei.
Der Amerikanische Stinktierkohl ist 2016 in die „Liste der unerwünschten Spezies“ für die Europäische Union aufgenommen worden.

## Ökologie
Der Amerikanische Stinktierkohl wird durch den Käfer Peelecomalius testaceum aus der Familie der Staphylinidae bestäubt.

## Systematik
Die Erstbeschreibung von Lysichiton americanus erfolgte 1931 als Lysichitum americanum durch Eric Hultén und Harold St. John: The American species of Lysichitum, in Svensk Botanisk Tidskrift, 25, S. 455.

## Nutzung
Lysichiton americanus wurde als Nahrungsmittel und als Heilmittel von den Naturvölkern des westlichen Nordamerikas genutzt.